# Shaesta Waiz
Shaesta Waiz (Afganistán, 1987) es una aviadora estadounidense. Es la primera mujer piloto civil certificada nacida en Afganistán y, en 2017, se convirtió en la mujer más joven en volar en solitario alrededor del mundo en un avión monomotor, un récord que mantuvo hasta que Zara Rutherford completó el vuelo a la edad de 19 años en enero de 2022.

## Trayectoria
Waiz nació en Afganistán. Su familia viajó a los Estados Unidos en 1987 para escapar de la Guerra de Afganistán. Luego se fue a estudiar en la Universidad Aeronáutica Embry-Riddle, dónde comenzó el Programa de Mujeres Embajadoras para asesorar y apoyar a mujeres jóvenes que están considerando una carrera profesional en aviación e ingeniería.
Fundó la organización sin ánimo de lucro Dreams Soar, Inc y planeó el vuelo en solitario alrededor del mundo, originalmente programado para llevarse a cabo en 2016. Con esta iniciativa quería promocionar el papel de la mujer en el ámbito de las ciencias y la aviación. El 4 de octubre de 2017, Waiz completó el viaje mundial en solitario a través de los cinco continentes, con 30 paradas en 22 países en un Beechcraft Bonanza A36.

## Reconocimientos
Es la protagonista de un libro para niños Fly, Girl, Fly! de Nancy Roe Pimm.